# 紀元前131年
紀元前131年（きげんぜん131ねん）は、ローマ暦の年である。

## 他の紀年法
- 干支 : 庚戌
- 日本
  - 開化天皇27年
  - 皇紀530年
- 中国
  - 前漢 : 元光4年
- 朝鮮
  - 檀紀2203年
- 仏滅紀元 : 414年
- ユダヤ暦 : 3630年 - 3631年

## できごと

### ローマ
- アッタロス朝ペルガモン王国の僭王エウメネス3世が古代ローマに対する反乱を率い、執政官プブリウス・リキニウス・クラッスス・ディウェス・ムキアヌスが戦死する。
- ケンソル（監察官）であったクィントゥス・カエキリウス・メテルス・マケドニクスが護民官のGaius Atinius Labeo Macerioを元老院から排除しようとする。怒ったAtiniusはタルペーイアの崖から投げ落とそうとするが、メテルスは元老院議員の取りなしによって救われる。
- 護民官のガイウス・パピリウス・カルボが立法会における秘密投票の使用を認める。
- ローマ史上初めて、ケンソルが2人ともプレブスとなる（メテルスとクィントゥス・ポンペイウス）。